# Liste der Fornminnen in Lösen

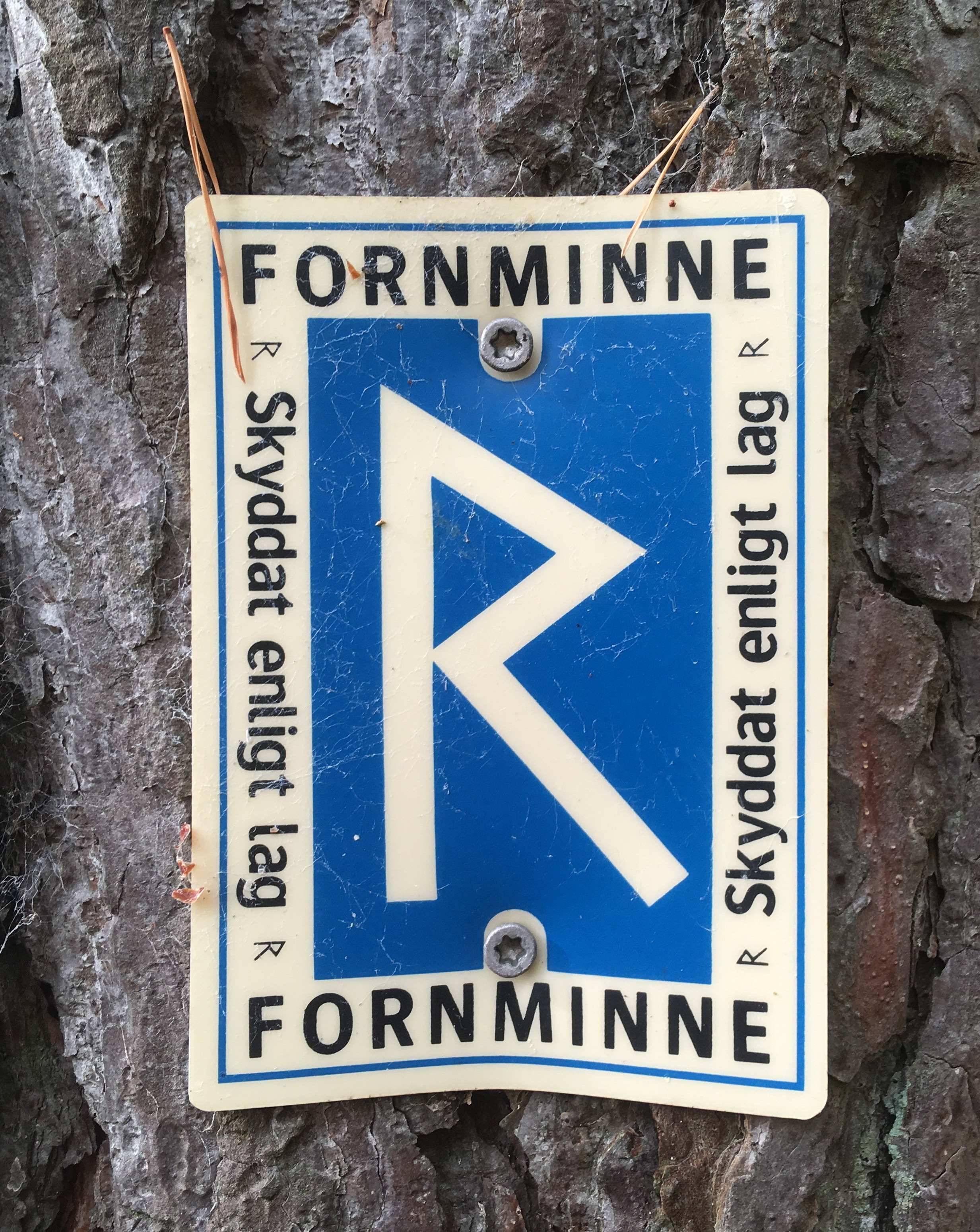
Zeichen für „Fornminnen“ in Schweden

Diese Liste der Fornminnen in Lösen zeigt die „Alten/antiken Denkmale“ (schwedisch fornminnen) im ehemaligen Socken Lösen (ohne Insel Sturkö - siehe) in der heutigen Gemeinde Karlskrona der südschwedischen Provinz Blekinge län, sie ist eine Teilliste der „Liste der Fornminnen in Blekinge“. Die Aufteilung basiert auf der historischen Zuordnung der Gebiete in Socken (siehe auch) und der Einteilung des Zentralamts für Denkmalpflege Riksantikvarieämbetet (RAÄ). Es werden die Fornminnen aufgeführt, die auf dem Suchdienst „Fornsök“ registriert sind, welcher weitere Informationen zu den bekannten kulturhistorischen Überresten in Schweden enthält.

## Begriffserklärung
Fornminnen (schwedisch für alte/antike Denkmale oder archäologische Funde) sind in Schweden alte Objekte und archäologische Funde (Fornlämningar), welche die Überreste menschlicher Aktivitäten in der Vergangenheit bezeichnen, die durch frühere Nutzung entstanden sind und dauerhaft aufgegeben wurden. Dabei gilt für Fornminnen, die vor 1850 entstanden sind, dass sie automatisch durch das Gesetz geschützt sind. Aber auch jüngere Überreste können zu Bodendenkmalen erklärt werden, wenn sie sich an ihrem ursprünglichen Standort befinden und weitgehend erdgebunden sind. Als Fornminnen zählen u. a. Siedlungen und Siedlungsreste aus prähistorischer Zeit, Gräber und Grabstätten, Burgruinen, Ruinen von Klöstern, Kirchen und Schlössern, Steine und Felsen mit Inschriften und Bildern (z. B. Runensteine und Petroglyphen), insofern sie nicht schon als Einzeldenkmal unter Byggnadsminnen (schwedisch für Baudenkmale) oder kyrkliga Kulturminnen (schwedisch für kirchliches Kulturgut) ausgewiesen sind.

## Legende
| ID           | = | ID.Nr. des Denkmalregisters (Fornsök) im schwedische Amt für nationales Kulturerbe (Riksantikvarieämbetet (RAÄ)) |
| Lage         | = | Koordinatenangabe des Standorts                                                                                  |
| Bezeichnung  | = | Bezeichnung des Denkmalobjekts (auch RAÄ-Nr.)                                                                    |
| Beschreibung | = | Name (Denkmaltyp/Dokumentenverweis im Arkivsök) sowie eine kurze Beschreibung des Objekts                        |
| Bild         | = | Bild des Objekts sowie Verweis auf weitere Bilder                                                                |

## Liste Fornminnen Lösen
| ID             | Lage    | Bezeichnung (RAÄ-Nr.) | Beschreibung | Bild           |
| -------------- | ------- | --------------------- | --- | -------------- |
| 10100500010001 | (Karte) | Lösen 1:1             | Lösen 1:1 (Burg / L1979:6320) Ruine der Burg/des Schlosses Lyckå (auch als schwedisch Lyckås slottsruin bekannt), welche um 1545 auf einem Hügel nahe der mittelalterlichen Stadt Lyckå errichtet wurde und um 1560 mit 2 Ecktürmen befestigt war. Zu dieser Zeit war das Gebiet um Lyckå Grenzland zwischen Dänemark und Schweden und wurde im 16. Jh. niedergebrannt, später um 1600 verlor Lyckå sein Stadtrecht und die Burg wurde zu Gunsten Kristianopel von den Dänen aufgegeben und die Steine tw. für den Festungsbau dort verwendet. Im Frieden von Roskilde 1658 wurde Lyckå dann Teil Schwedens. | Weitere Bilder |
| 10100500020001 | (Karte) | Lösen 2:1             | Lösen 2:1 (Friedhof / L1979:6428) ehemaliger Friedhof der 1736 eingestürzten Liebfrauenkirche (auch als schwedisch Vårfrukyrkan bekannt) von Lyckå, Areal mit ca. 60 x 30 m Umfang (im Süden des heutigen Mariagarden Gemeindezentrum) an der Lyckåvägen mit wiederaufgebauten freistehenden Glockenturm, auf dem Gelände befinden sich ebenfalls die wiederaufgebauten Grundmauern von Lösen 2:2 und der Gedenkstein Lösen 2:3 (L1979:3585) | Weitere Bilder |
| 10100500020002 | (Karte) | Lösen 2:2             | Lösen 2:2 (Kapelle / L1979:3938) Grundmauern, der um 1736 eingestürzten Liebfrauenkirche (auch als schwedisch Vårfrukyrkan bekannt) von Lyckå, ca. 24 x 15 m Umriss (im Süden des heutigen Mariagarden Gemeindezentrum) an der Lyckåvägen auf dem Gelände von Lösen 2:1 (L1979:6428), Mauern wurden um 1946 wiederaufgebaut und mit dem Gedenkstein Lösen 2:3 (L1979:3585) versehen. | Weitere Bilder |
| 10100500020003 | (Karte) | Lösen 2:3             | Lösen 2:3 (Gedenkstein / L1979:3585) auf dem ehemaligen Friedhof Lösen 2:1 (L1979:6428), ca. 1,2 m hoher Gedenkstein (1946 aufgestellt) an den wiederaufgebauten Grundmauern, der 1736 eingestürzten Liebfrauenkirche (auch als schwedisch Vårfrukyrkan bekannt) von Lyckå, siehe Lösen 2:2 (L1979:3938) mit der Inschrift: „Vårfrukyrkan i lycky sfad byggdes 1200-talet kyrkan rasade 1736 muran uppla des åter 1946“ | Weitere Bilder |
| 10100500040001 | (Karte) | Lösen 4:1             | Lösen 4:1 (Steinsetzung / L1979:6429) bitte Beschreibung ergänzen | Weitere Bilder |
| 10100500050001 | (Karte) | Lösen 5:1             | Lösen 5:1 (Steinhügelgrab / L1979:3723) bitte Beschreibung ergänzen | Weitere Bilder |
| 10100500060001 | (Karte) | Lösen 6:1             | Lösen 6:1 (Grabstein / L1979:3033) bitte Beschreibung ergänzen | Weitere Bilder |
| 10100500060002 | (Karte) | Lösen 6:2             | Lösen 6:2 (Grabstein / L1979:6540) bitte Beschreibung ergänzen | Weitere Bilder |
| 10100500070001 | (Karte) | Lösen 7:1             | Lösen 7:1 (Steinhügelgrab / L1979:6541) bitte Beschreibung ergänzen | Weitere Bilder |
| 10100500080001 | (Karte) | Lösen 8:1             | Lösen 8:1 (Steinsetzung / L1979:6542) bitte Beschreibung ergänzen | Weitere Bilder |
| 10100500090001 | (Karte) | Lösen 9:1             | Lösen 9:1 (Steinhügelgrab / L1979:3861) bitte Beschreibung ergänzen | Weitere Bilder |
| 10100500100001 | (Karte) | Lösen 10:1            | Lösen 10.1 (Grabstein / L1979:3161) bitte Beschreibung ergänzen | Weitere Bilder |
| 10100500110001 | (Karte) | Lösen 11:1            | Lösen 11:1 (Steinsetzung / L1979:3437) bitte Beschreibung ergänzen | Weitere Bilder |
| 10100500130001 | (Karte) | Lösen 13:1            | Lösen 13:1 (Runenstein / L1979:3439 / DR 366) Granit-Runenstein (auch als schwedisch Lösenstenen bekannt) ca. 0,5 m hoch und 0,8 m breit, vertikale Runenlinien erkennbar; Inschrift stark verwittert, datiert auf 1310 (siehe Inschrift), steht auf dem Kirchhof der Kirche Lösen neben Lösen 13:2 (L1979:3984) | Weitere Bilder |
| 10100500130002 | (Karte) | Lösen 13:2            | Lösen 13:2 (Runenstein / L1979:3984 / DR 364) Granit-Runenstein (auch als schwedisch Lösenstenen 3 bekannt) datiert auf zwischen 1100-1500, ca. 1,25 m hoch und 0,75 m breit, mit tw. verwitterter Inschrift, steht auf dem Kirchhof der Kirche Lösen neben Lösen 13:1 (L1979:3439) | Weitere Bilder |
| 10100500140001 | (Karte) | Lösen 14:1            | Lösen 14:1 (Steinsetzung / L1979:3103) bitte Beschreibung ergänzen | Weitere Bilder |
| 10100500150001 | (Karte) | Lösen 15:1            | Lösen 15:1 (Steinhügelgrab / L1979:3548) bitte Beschreibung ergänzen | Weitere Bilder |
| 10100500160001 | (Karte) | Lösen 16:1            | Lösen 16:1 (Steinsetzung / L1979:3231) bitte Beschreibung ergänzen | Weitere Bilder |
| 10100500170001 | (Karte) | Lösen 17:1            | Lösen 17:1 (Steinhügelgrab / L1979:3685) bitte Beschreibung ergänzen | Weitere Bilder |
| 10100500180001 | (Karte) | Lösen 18:1            | Lösen 18:1 (Steinhügelgrab / L1979:3686) bitte Beschreibung ergänzen | Weitere Bilder |
| 10100500190001 | (Karte) | Lösen 19:1            | Lösen 19:1 (Gräberfeld / L1979:3687) ca. 220 × 75 m großes Gräberfeld mit 3 Steinkreisen (11 × 5 m, 12 × 10 m und 19 × 7 m groß) und 5 etwa 1 m hohen stehenden Steinen, ca. 2 km östlich Lösen in einem Waldgebiet; etwa 50 m westlich davon befindet sich die Steinsetzung Lösen 28:1 (L1979:3295) | Weitere Bilder |
| 10100500200001 | (Karte) | Lösen 20:1            | Lösen 20.1 (Steinsetzung / L1979:3952) bitte Beschreibung ergänzen | Weitere Bilder |
| 10100500210001 | (Karte) | Lösen 21:1            | Lösen 21:1 (Gräberfeld / L1979:3953) bitte Beschreibung ergänzen | Weitere Bilder |
| 10100500220001 | (Karte) | Lösen 22:1            | Lösen 22:1 (Gräberfeld / L1979:3615) bitte Beschreibung ergänzen | Weitere Bilder |
| 10100500230001 | (Karte) | Lösen 23:1            | Lösen 23:1 (Steinsetzung / L1979:3046) bitte Beschreibung ergänzen | Weitere Bilder |
| 10100500240001 | (Karte) | Lösen 24:1            | Lösen 24:1 (Grabstein / L1979:3047) bitte Beschreibung ergänzen | Weitere Bilder |
| 10100500260001 | (Karte) | Lösen 26:1            | Lösen 26:1 (Petroglyphe / L1979:3746) bitte Beschreibung ergänzen | Weitere Bilder |
| 10100500280001 | (Karte) | Lösen 28:1            | Lösen 28:1 (Steinsetzung / L1979:3295) runde (ca. 3 m Durchmesser) Steinsetzung ca. 2 km östlich Lösen in einem Waldgebiet; etwa 50 m östlich davon befindet sich das Gräberfeld Lösen 28:1 (L1979:3687) | Weitere Bilder |
| 10100500290001 | (Karte) | Lösen 29:1            | Lösen 29:1 (Steinsetzung / L1979:3296) bitte Beschreibung ergänzen | Weitere Bilder |
| 10100500300001 | (Karte) | Lösen 30:1            | Lösen 30:1 (Steinhügelgrab / L1979:3297) bitte Beschreibung ergänzen | Weitere Bilder |
| 10100500310001 | (Karte) | Lösen 31:1            | Lösen 31:1 (Steinhügelgrab / L1979:4015) rundes (ca. 20 m Durchmesser, etwa 3,5 m Höhe), westliches und größtes der Steinhügelgrab-Gruppe, zusammen mit Lösen 31:2 (L1979:3842) und Lösen 31:3 (L1979:3424), östlich bei Grundstück Knallatorpsvägen 11 (auch als schwedisch Höga rör bekannt), ca. 1 km nordöstlich von Lösen | Weitere Bilder |
| 10100500310002 | (Karte) | Lösen 31:2            | Lösen 31:2 (Steinhügelgrab / L1979:3842) ovales (ca. 7 x 5 m) und mittleres der Steinhügelgrab-Gruppe, zusammen mit Lösen 31:1 (L1979:4015) und Lösen 31:3 (L1979:3424), östlich bei Grundstück Knallatorpsvägen 11 (auch als schwedisch Höga rör bekannt), ca. 1 km nordöstlich von Lösen | Weitere Bilder |
| 10100500310003 | (Karte) | Lösen 31:3            | Lösen 31:3 (Steinhügelgrab / L1979:3424) rundes (ca. 6 m Durchmesser) und östliches der Steinhügelgrab-Gruppe, zusammen mit Lösen 31:1 (L1979:4015) und Lösen 31:2 (L1979:3842), östlich bei Grundstück Knallatorpsvägen 11 (auch als schwedisch Höga rör bekannt), ca. 1 km nordöstlich von Lösen | Weitere Bilder |
| 10100500320001 | (Karte) | Lösen 32:1            | Lösen 32:1 (Steinhügelgrab / L1979:3425) bitte Beschreibung ergänzen | Weitere Bilder |
| 10100500330001 | (Karte) | Lösen 33:1            | Lösen 33:1 (Steinsetzung / L1979:3426) bitte Beschreibung ergänzen | Weitere Bilder |
| 10100500340001 | (Karte) | Lösen 34:1            | Lösen 34:1 (Steinhügelgrab / L1979:3160) bitte Beschreibung ergänzen | Weitere Bilder |
| 10100500340002 | (Karte) | Lösen 34:2            | Lösen 34:2 (Steinhügelgrab / L1979:3143) bitte Beschreibung ergänzen | Weitere Bilder |
| 10100500350001 | (Karte) | Lösen 35:1            | Lösen 35:1 (Steinhügelgrab / L1979:3582) bitte Beschreibung ergänzen | Weitere Bilder |
| 10100500350002 | (Karte) | Lösen 35:2            | Lösen 35:2 (Grabstein / L1979:3583) bitte Beschreibung ergänzen | Weitere Bilder |
| 10100500360001 | (Karte) | Lösen 36:1            | Lösen 36:1 (Steinhügelgrab / L1979:3584) bitte Beschreibung ergänzen | Weitere Bilder |
| 10100500370001 | (Karte) | Lösen 37:1            | Lösen 37:1 (Steinhügelgrab / L1979:3281) bitte Beschreibung ergänzen | Weitere Bilder |
| 10100500420001 | (Karte) | Lösen 42:1            | Lösen 42:1 (Grabstein / L1979:3409) bitte Beschreibung ergänzen | Weitere Bilder |
| 10100500570001 | (Karte) | Lösen 57:1            | Lösen 57:1 (Steinhügelgrab / L1979:3267) bitte Beschreibung ergänzen | Weitere Bilder |
| 10100500730001 | (Karte) | Lösen 73:1            | Lösen 73:1 (Steinsetzung / L1979:3708) bitte Beschreibung ergänzen | Weitere Bilder |
| 10100500740001 | (Karte) | Lösen 74:1            | Lösen 74:1 (Steinsetzung / L1979:3235) bitte Beschreibung ergänzen | Weitere Bilder |
| 10100500750001 | (Karte) | Lösen 75:1            | Lösen 75:1 (Steinsetzung / L1979:3372) bitte Beschreibung ergänzen | Weitere Bilder |
| 10100500760001 | (Karte) | Lösen 76:1            | Lösen 76:1 (Steinhügelgrab / L1979:3839) bitte Beschreibung ergänzen | Weitere Bilder |
| 10100500770001 | (Karte) | Lösen 77:1            | Lösen 77:1 (Steinsetzung / L1979:3491) bitte Beschreibung ergänzen | Weitere Bilder |
| 10100500770002 | (Karte) | Lösen 77:2            | Lösen 77:2 (Grabstein / L1979:3841) bitte Beschreibung ergänzen | Weitere Bilder |
| 10100500770003 | (Karte) | Lösen 77:3            | Lösen 77:3 (Grabstein / L1979:3887) bitte Beschreibung ergänzen | Weitere Bilder |
| 10100500780001 | (Karte) | Lösen 78:1            | Lösen 78:1 (Petroglyphe / L1979:3970) bitte Beschreibung ergänzen | Weitere Bilder |
| 10100500790001 | (Karte) | Lösen 79:1            | Lösen 79:1 (Petroglyphe / L1979:3060) bitte Beschreibung ergänzen | Weitere Bilder |
| 10100500790002 | (Karte) | Lösen 79:2            | Lösen 79:2 (Petroglyphe / L1979:3480) bitte Beschreibung ergänzen | Weitere Bilder |
| 10100500800001 | (Karte) | Lösen 80:1            | Lösen 80:1 (Petroglyphe / L1979:3620) bitte Beschreibung ergänzen | Weitere Bilder |
| 10100500810001 | (Karte) | Lösen 81:1            | Lösen 81:1 (Steinsetzung / L1979:3187) bitte Beschreibung ergänzen | Weitere Bilder |
| 10100500880001 | (Karte) | Lösen 88:1            | Lösen 88:1 (Steinsetzung / L1979:3219) bitte Beschreibung ergänzen | Weitere Bilder |
| 10100500890001 | (Karte) | Lösen 89:1            | Lösen 89:1 (Petroglyphe / L1979:3673) bitte Beschreibung ergänzen | Weitere Bilder |
| 10100500900001 | (Karte) | Lösen 90:1            | Lösen 90:1 (Petroglyphe / L1979:3345) bitte Beschreibung ergänzen | Weitere Bilder |
| 10100500900002 | (Karte) | Lösen 90:2            | Lösen 90:2 (Petroglyphe / L1979:3674) bitte Beschreibung ergänzen | Weitere Bilder |
| 10100500910001 | (Karte) | Lösen 91:1            | Lösen 91:1 (Petroglyphe / L1979:3809) bitte Beschreibung ergänzen | Weitere Bilder |
| 12000000100155 | (Karte) | Lösen 128             | Lösen 128 (Petroglyphe / L1978:3826) bitte Beschreibung ergänzen | Weitere Bilder |
| 12000000100161 | (Karte) | Lösen 129             | Lösen 129 (Petroglyphe / L1978:4526) bitte Beschreibung ergänzen | Weitere Bilder |
| 12000000100165 | (Karte) | Lösen 130             | Lösen 130 (Petroglyphe / L1978:3164) bitte Beschreibung ergänzen | Weitere Bilder |
| 12000000100169 | (Karte) | Lösen 131             | Lösen 131 (Petroglyphe / L1978:3821) bitte Beschreibung ergänzen | Weitere Bilder |
| 12000000100173 | (Karte) | Lösen 132             | Lösen 132 (Petroglyphe / L1978:4289) bitte Beschreibung ergänzen | Weitere Bilder |
| 12000000100177 | (Karte) | Lösen 133             | Lösen 133 (Petroglyphe / L1978:4292) bitte Beschreibung ergänzen | Weitere Bilder |
| 12000000100179 | (Karte) | Lösen 134             | Lösen 134 (Petroglyphe / L1978:4293) bitte Beschreibung ergänzen | Weitere Bilder |
| 12000000100183 | (Karte) | Lösen 135             | Lösen 135 (Petroglyphe / L1978:4615) bitte Beschreibung ergänzen | Weitere Bilder |
| 12000000127463 | (Karte) | Lösen 138             | Lösen 138 (Steinsetzung / L1978:5094) bitte Beschreibung ergänzen | Weitere Bilder |
| 12000000127620 | (Karte) | Lösen 142             | Lösen 142 (Steinsetzung / L1978:5156) bitte Beschreibung ergänzen | Weitere Bilder |
| 12000000127624 | (Karte) | Lösen 144             | Lösen 144 (Steinsetzung / L1978:5348) bitte Beschreibung ergänzen | Weitere Bilder |
| 12000000129777 | (Karte) | Lösen 145             | Lösen 145 (Petroglyphe / L1978:5033) bitte Beschreibung ergänzen | Weitere Bilder |
| 12000000129782 | (Karte) | Lösen 147             | Lösen 147 (Petroglyphe / L1978:4828) bitte Beschreibung ergänzen | Weitere Bilder |
| 12000000129784 | (Karte) | Lösen 148             | Lösen 148 (Petroglyphe / L1978:5343) bitte Beschreibung ergänzen | Weitere Bilder |
| 12000000129900 | (Karte) | Lösen 153             | Lösen 153 (Petroglyphe / L1978:5135) bitte Beschreibung ergänzen | Weitere Bilder |
| 12000000129956 | (Karte) | Lösen 156             | Lösen 156 (Petroglyphe / L1978:4856) bitte Beschreibung ergänzen | Weitere Bilder |
| 12000000130007 | (Karte) | Lösen 157             | Lösen 157 (Petroglyphe / L1978:4852) bitte Beschreibung ergänzen | Weitere Bilder |
| 12000000130009 | (Karte) | Lösen 158             | Lösen 158 (Petroglyphe / L1978:4886) bitte Beschreibung ergänzen | Weitere Bilder |
| 12000000131009 | (Karte) | Lösen 165             | Lösen 165 (Petroglyphe / L1978:4907) bitte Beschreibung ergänzen | Weitere Bilder |